# Dörna
Dörna  is een dorp in de Duitse gemeente Anrode in het Unstrut-Hainich-Kreis in Thüringen. Het dorp wordt voor het eerst genoemd in een oorkonde uit 1004. Het dorp fuseerde in 1997 met een aantal omliggende dorpen tot de gemeente Anrode.